# 台灣樂團節
台灣樂團節為中華民國行政院新聞局補助樂團錄製有聲出版品的成果發表會，於2007年開始舉辦。

## 第一屆（2007年）
- 為期兩天，2007年11月24日和25日，地點：中央藝文公園
- 演出樂團包括：1976、回聲樂團、西尤樂團、薄荷葉樂團、啾吉惦惦、賈庫西樂團、拷秋勤、The Tube、Fish的床上暴動、八十八顆芭樂籽、雀斑樂團、黃連煜&Mary see the future、甜梅號、教練、胖虎樂團、張睿銓與DJ Point、太魯閣光鹽樂團、天時地利人和、電風扇、這位太太、錫盤街、草莓救星、林中光樂會、魔鏡、Infernal Chaos、猴子飛行員。
- 除了邀請上述受輔助樂團表演外，還邀請楊乃文、昊恩家家、阿弟仔、圖騰樂團表演。
- 24日下午同時舉行「百團大遊行嘉年華會」。

## 第二屆（2008年）
於台北的河岸留言（西門展演館）、地下社會、海邊的卡夫卡、女巫店、臺中的浮現藝文展演空間以及高雄的藍色狂想MUSIC PUB舉辦，為期七個週末。
- 演出樂團包括：白目、棉花糖、拾參樂團、這位太太、濁水溪公社、圖騰樂團、NYLAS、MOJO、VERAQUEEN、橙草、絲竹空爵士樂團、謝宇威、自然捲、MESSAGE、929、四分衛樂團、the Shine & Shine & Shine & Shine、好客樂隊、Tizzy Bac、黑手那卡西工人樂隊、董事長樂團、幻眼
- 「搖滾舞台車」大繞境

## 第三屆（2009年）
- 2009年11月14日，地點：中正紀念堂自由廣場
- 「搖滾舞台車」大繞境（演出樂團：Go chic、胖虎樂團、宇宙人樂團、小護士樂團、Marty Young Band）

## 相關活動
- 台中搖滾樂團節（2006年開始舉辦至今）